# Hue de Rotelande
Hue de Rotelande ou Hugues de Rotelande (fl. 1175-1185/90), est un clerc cambro-normand et poète anglo-normand ayant composé ses poésies en vieux français dans la seconde moitié du XIIe siècle. 

## Biographie
Hue de Rotelande tire son nom de la communauté galloise de Rhuddlan, d'où il est probablement natif. À la fin de son roman Ipomédon, il indique qu'il possède une maison à Credenhill près de la ville de Hereford. C'est là qu'il vit lorsqu'il écrit ses deux romans.
Son deuxième roman est dédié à Gilbert fitz Baderon († 1191), lord de Monmouth, père de John de Monmouth et petit-fils de Gilbert de Clare, lord de Clare.

## Œuvres
Hue de Rotelande est l'auteur de deux romans de chevalerie. Le premier, Ipomédon, est composé de 10580 octosyllabes et a été écrit après 1174. Il s'agit d'un pastiche contant l'amour de La Fière, princesse de Calabre, et de l'élu de son cœur, Ipomédon, roi d'Apulie.
Sa seconde œuvre, Protheselaus, de moins bonne qualité,, est une suite qui narre les aventures du fils de La Fière et d'Ipomédon cherchant à devenir roi d'Apulie. Ce second roman est daté par les historiens de 1185-1190. Il est composé de 12741 octosyllabes.
Pour Keith Busby, « Hue de Roteland est un auteur doté d'un fort talent comique capable de subtilité, mais aussi de franche obsénité ». Il semble avoir été influencé par les romans grecs, Tristan et Iseut et l'œuvre de Chrétien de Troyes. Julien Vinot conclue notamment en expliquant que par rapport à ceux-ci : "Les textes de Hue, qui se construisent pourtant sur le moule et les recettes du roman courtois, diffèrent des autres récits par leur tendance au burlesque, dans des épisodes qui mettent en cause les  personnages dans des détournements anti-romanesques."

## Éditions
- Ipomédon, poème de Hue de Rotelande (fin du XIIe siècle), édité par A. J. Holden, 1979, 614 pages.
- Protheselaus, édité par A. J. Holden, 3 volumes, collection Anglo-Norman Texts, vol. 47–9 (1991–93).

## Pour approfondir